# Loepa sakaei
Loepa sakaei är en fjärilsart som beskrevs av Inoue 1965. Loepa sakaei ingår i släktet Loepa och familjen påfågelsspinnare. Inga underarter finns listade i Catalogue of Life.